# Oconee megye (Georgia)
Oconee megye az Amerikai Egyesült Államokban, azon belül Georgia államban található. Megyeszékhelye és legnagyobb városa Watkinsville. Lakosainak száma 41 799 fő (2020. április 1.). Oconee megye Clarke, Morgan, Greene, Oglethorpe, Jackson, Barrow és Walton megyékkel határos.

## Népesség
A megye népességének változása:
| Lakosok száma | 33 008 | 33 247 | 33 525 | 34 035 | 35 965 | 41 799 |
|               | 2010   | 2011   | 2012   | 2013   | 2015   | 2020   |